# هاکوب هاکوبیان (دولتمرد، زاده ۱۹۵۵)
هاکوب گاگیکی هاکوبیان (ارمنی: Հակոբ Գագիկի Հակոբյան؛ زادهٔ ۱۰ ژانویهٔ ۱۹۵۵) یک سیاستمدار اهل ارمنستان است که از تاریخ ۱۹۹۵ تا تاریخ ۱۹۹۹۹ سمت نمایندگی دوره اول مجلس ملی جمهوری ارمنستان را برعهده داشت.

## زندگی‌نامه
در ۱۰ ژانویه ۱۹۵۵ در کوتایک به دنیا آمد و از دانشگاه دولتی ایروان فارغ‌التحصیل شد. 